# سامي (شركة يابانية)
شركة سامي (بالإنجليزية: Sammy)، هي شركة ألعاب يابانية تقوم بصناعة وتوزيع ألات الباتشيسلوت وباتشينكو، وألعاب الأركيد، تأسست عام 1975، يقع مقرها في شيناغاوا ، طوكيو. يوجد فرع في كوريا الجنوبية، ويقع مقره في سيول. شركة سامي، هي شركة تابعة لمجموعة الترفيه سيجا سامي القابضة، والتي تكونت عام 2004 من خلال اندماجها مع سيجا.

## تاريخ
بدأت هذه الشركة في عام 1975 باسم شركة سامي للصناعات المحدودة (Sammy Industry Co., Ltd). من انقسام أقسام التصنيع والتسويق في شركة ساتومي Satomi Corporation لآلات ألعاب التسلية. في عام 1978، قامت شركة سامي للتصنيع Sammy Industry ببناء مصنع في إيتاباشي-كو، طوكيو من أجل الاستفادة من الشعبية المتزايدة لألعاب الفيديو، وتحديدًا ألعاب إنفيدر Invader. خلال هذا العام، بدأت في تطوير آلة اللعبة. في عام 1981، انضمت سامي إلى شركة فرعية تسمى نيبون ديندوسيكي يوغيكي كوغيو كيودو كومياي "Nippon Dendousiki Yuugiki Kougyou Kyoudou Kumiai" وأنشأت شركة فرعية تسمى شركة سامي للمبيعات والتسويق Sammy Sales and Marketing Co., Ltd. تقع في مدينة أوساكا. في عام 1982، بدأت شركة التصنيع في تسويق وبيع ماكينات الباتشيسلوت. خلال هذا الوقت، أطلقت آلة (Empire pachislot). وفي عام 1988، تم إنشاء شركة أمريكية تابعة لشركة سامي للصناعة في ولاية كاليفورنيا بالولايات المتحدة الأمريكية. كانوا يبيعون ألعاب الفيديو من شركات أخرى في الولايات المتحدة، وفي النهاية، يطلقون ألعاب الاسترداد (التي تم إصدار بعضها في الأصل بواسطة بانبريستو Banpresto في اليابان). في هذا العام، قامت هذه الشركة بتوسيع سوقها من خلال الدخول في مبيعات وتسويق برامج ألعاب الفيديو.

خلال عام 1997، تم تغيير الاسم التجاري للشركة من شركة سامي الصناعات المحدودة Sammy Industry Co., Ltd. لشركة سامي. خلال هذا العام، أطلقت شركة ألترا سيفن Sammy Corporation Ultra Seven، وهي أول آلة باتشينكو تستخدم الشخصيات. في عام 1998، أنشأت الشركة مبنى مملوكًا للشركة والذي تم استخدامه كمركز لوجستي في مدينة سابورو، هوكايدو من أجل زيادة حصتها في السوق والتوزيع. أنشأت الشركة فرعا يسمى شركة سامي لخدمة التسلية Sammy Amusement Service Co., Ltd.، والتي تم تأسيسها في توشيما كو، طوكيو، اليابان ومبنى هانوا دونجيل، ميونغ دونغ، سيول، كوريا الجنوبية لزيادة مبيعات آلات ألعاب الأركيد. افتتحت الشركة أيضًا مركزًا ترفيهيًا آخر يسمى "Sammy's Street 118" في أوجي كيتا كو، طوكيو. خلال هذا الوقت، أطلقت أيضًا ألترا مان كلوب 3 Ultra Man Club 3، وهي آلة صغيرة مزودة بوظائف التصوير المقطعي المحوسب.
في عام 1999، دخلت الشركة في مشاركة رأس المال مع شركة سبايك. شركة فيل المحدودة تم إنشاؤها كشركة فرعية مشتركة مع الشركة. في غضون هذا العام، تم إنشاء شركة تابعة تسمى أندرغراوند ليبيريشن فورس Underground Liberation Forc Inc.، في شيبويا-كو، طوكيو كوسيلة للشركة للدخول في صناعة الموسيقى. خلال هذا الوقت، قامت شركة Sammy Corporation بتسجيل أسهمها في سوق OTC. وفي غضون هذا العام، أطلقت أيضًا غيغيغي مو كيتارو GeGeGe No Kitaro، وهي أول ماكينة pachislot تستخدم شاشة إل سي دي LCD.
في عام 2000، افتتحت الشركة تسعة مكاتب مبيعات في جميع أنحاء اليابان من أجل زيادة حصة السوق في ماكينات باتشينكو وباتشيسلوت. من أجل زيادة توزيع ماكينات الباتشيسلوت، قامت الشركة بعقد تحالف تجاري مع شركة كي أريستوكرات للتكنولوجيا K. K. Aristocrat Technologies لتوزيع تصنيع الباتشيسلوت. خلال هذا العام، استثمرت شركة Sammy Corporation في المزيد من الشركات التابعة من خلال جعل شركة روديو المحدودة RODEO Co., Ltd. (شركة باركريست المحدودة Barcrest Co., Ltd. سابقًا)، وهي شركة فرعية ولديها حصة في شركة ديمبس Dimps Corp لتطوير ألعاب الفيديو. في عام 2001، بدأ سامي في توريد المعدات الأصلية لشركة كي كي أريستوكرات للتكنولوجيات K. K. Aristocrat Technologies. وفي هذا العام تم إدراجه في القسم الأول من بورصة طوكيو. في وقت لاحق من ذلك العام، قام سامي بتعيين جون رو، المدير التنفيذي السابق لشركة تريدويست Tradewest، لبدء شركة سامي للترفيه Sammy Entertainment لنشر الألعاب للسوق الأمريكية المتخصصة، والتي أصبحت فيما بعد Sammy Studios والآن High Moon Studios.
ساعدت الشركة في إنشاء شركة جويكو للأنظمة Joyco Systems Corporation، وهي شركة متخصصة في تطوير معدات آلات باتشينكو وباتشيسلوت. خلال هذا الوقت، أنشأت شركة Sammy Corporation أيضًا شركات تابعة خارج اليابان، حيث تم إنشاء شركة سامي أوروبا المحدودة Sammy Europe Limited في لندن بالمملكة المتحدة، وتم إنشاء شركة سكاي للترفيه Sammy Entertainment Inc. في لوس أنجلوس بالولايات المتحدة الأمريكية. خلال هذا العام، تم تأسيس شركة سامي للتصميم المحدودة Sammy Design Co., Ltd.، كشركة تابعة لشركة شوكو للإلكترونيات Shuko Electronics Co., Ltd. خلال هذا الوقت، بدأت أيضًا عملياتها في موقع آي مود i-mode الرسمي، "Sammy 777 Town". في هذا العام، أطلق سامي آلة pachislot تسمى جؤوه Juoh: الأولى بوظائف AT.
في عام 2002، قامت سامي بتطوير نظام عرض رسومي ثلاثي الأبعاد لآلات باتشينكو وباتشيسلوت الخاصة بهم. غيرت الشركة الأمريكية التابعة للشركة الأم اسمها من شركة سامي القابضة Sammy Holding Co., Inc. إلى إستوديوهات سامي Sammy Studio, Inc.، وانتقلت إلى سان دييغو، كاليفورنيا، الولايات المتحدة الأمريكية.
خلال عام 2003، كانت سامي تجري محادثات مع مجموعة الألعاب سيجا لتكون جزءًا من الشركة . على الرغم من رفض الشركة العرض علنًا بسبب افتقار الشركتين إلى التآزر، فقد حدثت عملية استحواذ حيث اشترت الأولى حصة قدرها 22.4 في المائة في الأخيرة من الشركة الأم للشركة، شي إس كي. صرح هاجيمي ساتومي، الرئيس التنفيذي لشركة سامي، في بيان عام أنه "في المستقبل، قد نحصل على حصة إضافية في سيجا،" وأن الشركة لن "تستبعد إمكانية جعل الأولى شركة تابعة".
في منتصف عام 2004، اشترت سامي حصة مسيطرة في شركة سيجا بتكلفة 1.1 مليار دولار، وأنشأ شركة سيجا سامي القابضة الجديدة، وهي مجموعة ترفيهية. منذ ذلك الحين، أصبحت شركتين تابعتين للشركة القابضة المذكورة أعلاه، حيث تعمل كل منهما بشكل مستقل، بينما تم دمج الأقسام التنفيذية. قامت شركة سامي بتسليم أعمالها في مجال ألعاب الفيديو إلى  للتركيز على ألات باتشينكو و باتشيسلوت فقط. حقوق الطبع والنشر للكتالوج الخلفي لألعاب الفيديو الخاصة بالشركة مملوكة لشركة سيجا.